# Рінкевич Ганна Іванівна
Га́нна Іва́нівна Рінке́вич (Касьян) (12 квітня 1940, село Мутин, тепер Кролевецького району Сумської області) — українська радянська діячка, агроном-виноградар радгоспу-заводу «Жемчужний», голова виконкому Льговської сільської ради Кіровського району Кримської області. Депутат Верховної Ради УРСР 8—10-го скликань.

## Біографія
Народилася в селянській родині. Після закінчення сільської школи «за комсомольською путівкою» переїхала на Донбас.
У 1958—1961 роках — робітниця-штукатур, моторист Фащівського шахтоуправління Перевальського району Луганської області. Брала участь у спорудженні шахти «Сумська-Комсомольська», працювала машиністом підземних механізмів шахти.
У 1961—1962 роках — колгоспниця колгоспу «Україна» Кролевецького району Сумської області. 
З 1962 року — робітниця радгоспу «Владимирський» Сакського району; обліковець, з 1963 року — бригадир комплексної овочівницької бригади Прибережненського радгоспу-технікуму Сакського району Кримської області.
Член КПРС з 1966 року.
Освіта вища. Без відриву від виробництва в 1967 році закінчила заочне відділення Луганського сільськогосподарського інституту.
У 1967—1978 роках — бригадир виноградарської бригади; агроном, керуюча першого відділка; агроном-виноградар радгоспу-заводу «Жемчужний» Кіровського району Кримської області.
З 1978 року — голова виконавчого комітету Льговської сільської ради народних депутатів Кіровського району Кримської області.
Потім — на пенсії в селі Льговське Кіровського району Автономної Республіки Крим.

## Нагороди
- орден Трудового Червоного Прапора
- ордени
- медаль «За доблесну працю. В ознаменування 100-річчя з дня народження Володимира Ілліча Леніна» (1970)
- медалі